# فيسيلين بيتروفيتش (كرة سلة)
فيسيلين بيتروفيتش (بالصربية: Веселин Петровић) مواليد 1 يوليو 1977 في سراييفو، جمهورية البوسنة والهرسك الاشتراكية، هو لاعب كرة سلة صربي معتزل. بدأ مسيرته الاحترافية في سنة 1993. حقق المركز الأول في بطولة أمم أوروبا لكرة السلة 2001. اعتزل اللعب في 2014.

## المسيرة الاحترافية
لعب مع نادي إف إم بي لكرة السلة من سنة 1995 إلى 1999، ثم لعب مع نادي بارتيزان لكرة السلة من سنة 1999 إلى 2002، ثم لعب مع نادي إف إم بي لكرة السلة في موسم 2002–2003، ثم لعب مع نادي بودوشنوست لكرة السلة في موسم 2003–2004، ثم لعب مع نادي أوستند لكرة السلة من سنة 2005 إلى 2014.

## الميداليات
| الميدالية | المسابقة                         |
| --------- | -------------------------------- |
| ذهبية     | بطولة أمم أوروبا لكرة السلة 2001 |

## روابط خارجية
- فيسيلين بيتروفيتش على موقع الدوري الأوروبي لكرة السلة (الإنجليزية)
- فيسيلين بيتروفيتش على موقع كرة السلة الأوروبية.كوم (الإنجليزية)
- فيسيلين بيتروفيتش على موقع ريلجم (الإنجليزية)
- فيسيلين بيتروفيتش على موقع بروبوليرز (الإنجليزية)
- فيسيلين بيتروفيتش على موقع سبورتس رفرنس (الإنجليزية)